# Komitet ds. Likwidacji Dyskryminacji Kobiet
Komitet ds. Likwidacji Dyskryminacji Kobiet (ang. Committe on the Elimination of Discrimination against Women, CEDAW) – komitet Organizacji Narodów Zjednoczonych ustanowiony artykułem 17. Konwencji w sprawie likwidacji wszelkich form dyskryminacji kobiet, która weszła w życie w 1981 roku.

## Zadania i uprawnienia
Zadaniem Komitetu jest nadzorowanie realizacji postanowień Konwencji przez państwa, które ją ratyfikowały. Organ składa się z 23 osób – niezależnych ekspertek i ekspertów z dziedziny praw kobiet, wybieranych na czteroletnie kadencje w tajnym głosowaniu, spośród kandydatek i kandydatów zgłoszonych przez państwa-strony. Wybory odbywają się na posiedzeniu państw-stron zwołanym przez Sekretarza Generalnego w siedzibie ONZ. Państwa-strony mają obowiązek przedkładać Komitetowi sprawozdanie z wykonywania Konwencji co najmniej raz na cztery lata bądź częściej, jeśli taką prośbę wystosuje Komitet. Po lekturze raportu Komitet formułuje swoje rekomendacje dostosowane do sytuacji kobiet w danym państwie. Może on też wystosowywać rekomendacje generalne, skierowane do wszystkich państw-stron.
Zgodnie z Protokołem Dodatkowym do Konwencji pośród uprawnień Komitetu znajduje się również możliwość otrzymywania skarg od jednostek lub grup na łamanie praw kobiet ujętych w Konwencji w państwie, które ją ratyfikowało. Komitet może również rozpocząć badanie systematycznych praktyk poważnego łamania praw kobiet. Obie te możliwości mają charakter opcjonalny i wymagają akceptacji ze strony państwa, którego dotyczy sprawa.

## Członkinie i członkowie
Przewodnicząca
- Silvia Pimentel,  Brazylia

Wiceprzewodniczące
- Nicole Ameline,  Francja
- Victoria Popescu,  Rumunia
- Zohra Rasekh,  Afganistan

Sprawozdawczyni
- Violet Tsisiga Awori,  Kenia

Członkinie i członkowie zwykli
- Ayse Feride Acar,  Turcja
- Olinda Bareiro-Bobadilla,  Paragwaj
- Magalys Arocha Dominguez,  Kuba
- Barbara Evelyn Bailey,  Jamajka
- Meriem Belmihoub-Zerdani,  Algieria
- Niklas Bruun,  Finlandia
- Naela Mohamed Gabr,  Egipt
- Ruth Halperin-Kaddari,  Izrael
- Yoko Hayashi,  Japonia
- Ismat Jahan,  Bangladesz
- Indira Jaising,  Indie
- Soledad Murillo de la Vega,  Hiszpania
- Violeta Neubauer,  Słowenia
- Pramila Patten,  Mauritius
- Maria Helena Lopes de Jesus Pires,  Timor Wschodni
- Patricia Schulz,  Szwajcaria
- Dubravka Šimonović,  Chorwacja
- Zou Xiaoqiao,  Chiny